# Las Torres (udde)
Las Torres är en udde i Antarktis. Den ligger i Sydshetlandsöarna. Argentina, Chile och Storbritannien gör anspråk på området.
Terrängen inåt land är huvudsakligen kuperad, men den allra närmaste omgivningen är platt. Havet är nära Las Torres norrut. Trakten är obefolkad. Det finns inga samhällen i närheten. 